# CouchSurfing
Couchsurfing International Inc. là một mạng xã hội mang văn hóa trao đổi tinh thần hiếu khách, dành cho dân du lịch trải nghiệm thực tế bằng cách giao lưu với các thành viên đang sinh sống tại nơi mình đến. Website www.couchsurfing.org là nơi cho phép các thành viên có thể xin ở nhờ tại nhà của các thành viên khác như một người khách ở bất kì đâu trên thế giới hoặc chỉ xin gặp gỡ, tư vấn, giao lưu, tham gia vào các sự kiện do các thành viên khác tổ chức hoặc tự tổ chức
Couchsurfing International Inc được hình thành từ 2 quá trình. Đầu tiên là được thành lập từ năm 2003 như một tổ chức phi lợi nhuận, và sau đó được chuyển thành một công ty từ năm 2011. Mọi tài sản của nó đã được bán cho một công ty tư nhân hoạt động có lợi nhuận tên là Better World Through Travel, và sau đó được đổi thành Couchsurfing International, Inc., có thể hiểu là "hoạt động như một công ty vì lợi nhuận". Vào tháng 8 năm 2012, công ty đã thu hút được $22.6 triệu đô la Mỹ vốn đầu tư, khi đó vẫn chưa có lợi nhuận.